# Säg Herre, huru länge Wil tu förgäta migh
Säg Herre, huru länge Wil tu förgäta migh är en tysk psalm av Johann Lauterbach "Wie lang willst du." Psalmen anspelar på den 13 psalmen i Psaltaren och handlar om klagan och tacksägelse. Psalmen översattes till svenska av Erik Lindschöld (1634-1690) och har i dennes version fem verser. Psalmen ingår som nr 33 i  Den svenska psalmboken 1695.
Melodin som anges i 1697 års koralbok är nr 100 Till dig av hjärtans grunde.

## Publicerad i
- 1695 års psalmbok som nr 33 under rubriken "Konung Davids Psalmer"